# Kinloch Rannoch
Kinloch Rannoch (schottisch-gälisch: Ceann Loch Raineach) ist ein Dorf im schottischen Hochland. Es liegt in der Council Area Perth and Kinross am Ausfluss des River Tummel aus Loch Rannoch.
Die heutige Dorf ist eine unter der Leitung von Fähnrich James Small ab 1754 planmäßig angelegte Ortschaft. Für den Neubau wurde das Dorf Kinloch, das an derselben Stelle gestanden hatte, abgerissen. Im neu angelegten Ort Kinloch Rannoch wurden insbesondere Armee-Veteranen angesiedelt. Aufgrund der planmäßigen Anlage zeigt Kinloch Rannoch noch heute ein sehr einheitliches Erscheinungsbild.
Heute ist der Ort vor allem ein Tourismuszentrum. Kinloch Rannoch dient vielen Besuchern der Highlands als Ausgangspunkt für Wanderungen, Radtouren, Rafting und Angelausflüge. Der Ort und insbesondere seine Umgebung gelten darüber hinaus als sehr malerisch.